# Beatriz Ortiz Muñoz
Beatriz Ortiz Muñoz, coneguda esportivament com Bea Ortiz, (Rubí, Vallès Occidental, 21 de juny de 1995) és una jugadora de waterpolo catalana.
Formada al Club Natació Rubí, va debutar a la divisió d'honor de la lliga espanyola la temporada 2008-09. Va fitxar pel CN Sabadell la temporada 2016-17, amb el qual va aconseguir una Eurolliga de la LEN, una Supercopa d'Europa, tres Lligues espanyoles, dues Copes de la Reina, essent escollida MVP de la Copa de 2018, tres Supercopes d'Espanya i tres Copes Catalunya. La temporada 2019-20 va fitxar pel Club Natació Terrassa. La temporada 2022-2023 tornà a jugar amb el CN Sabadell.
Internacional amb la selecció espanyola de waterpolo, va aconseguir dues medalles d'argent als Campionats del Món de 2017 i 2019, una medalla de bronze al Campionat d'Europa de 2018, màxima golejadora de la competició, i una d'or el 2020, essent escollida MVP del torneig.
Va participar en als Jocs Olímpics de Rio de Janeiro 2016 finalitzant en cinquena posició i va guanyar la medalla d'or als Jocs Mediterranis de Tarragona 2018. El 2021 aconseguí la medalla d'argent al Jocs Olímpics d'Estiu de Tòquio 2020. Va formar part de l'equip espanyol de waterpolo a Paris 2024 que va guanyar la medalla d'or.
Entre d'altres distincions, va ser escollida tercera millor jugadora d'Europa de 2019 per la Lliga Europea de Natació i va rebre la medalla del Comitè Olímpic Espanyol el 2017.

## Palmarès
Clubs
- 3 Eurolligues femenines de la LEN: 2018-19, 2022-23, 2023-24
- 3 Supercopes d'Europa de waterpolo femenina: 2016-17, 2023-24, 2024-25
- 5 Lligues espanyoles de waterpolo femenina: 2016-17, 2017-18, 2018-19, 2022-23, 2024-25
- 3 Copes espanyoles de waterpolo femenina: 2017-18, 2018-19, 2022-23
- 4 Supercopes espanyoles de waterpolo femenina: 2016-17, 2017-18, 2018-19, 2023-24
- 4 Copes Catalunya de waterpolo femenina: 2016-17, 2017-18, 2018-19, 2022-23

Selecció espanyola
- 1 medalla d'or als Jocs Olímpics de Paris 2024
- 1 medalla d'argent als Jocs Olímpics de Tòquio 2020
- 5a lloc als Jocs Olímpics de Rio de Janeiro 2016
- 3 medalles d'argent al Campionat del Món de waterpolo: 2017, 2019, 2023
- 1 medalla de bronze al Campionat del Món de waterpolo: 2024
- 1 medalla d'or al Campionat d'Europa de waterpolo: 2020
- 1 medalla de bronze al Campionat d'Europa de waterpolo: 2018
- 1 medalla d'or als Jocs Mediterranis de Tarragona 2018